# Gordon Guggisberg
Pour les articles homonymes, voir Guggisberg (homonymie).
Sir Frederick Gordon Guggisberg (20 juillet 1869-21 avril 1930) est un officier supérieur de l'armée britannique d'origine canadienne et administrateur colonial de l'Empire britannique. Il a publié un certain nombre d'ouvrages sur des sujets militaires et l'Afrique.

## Formation

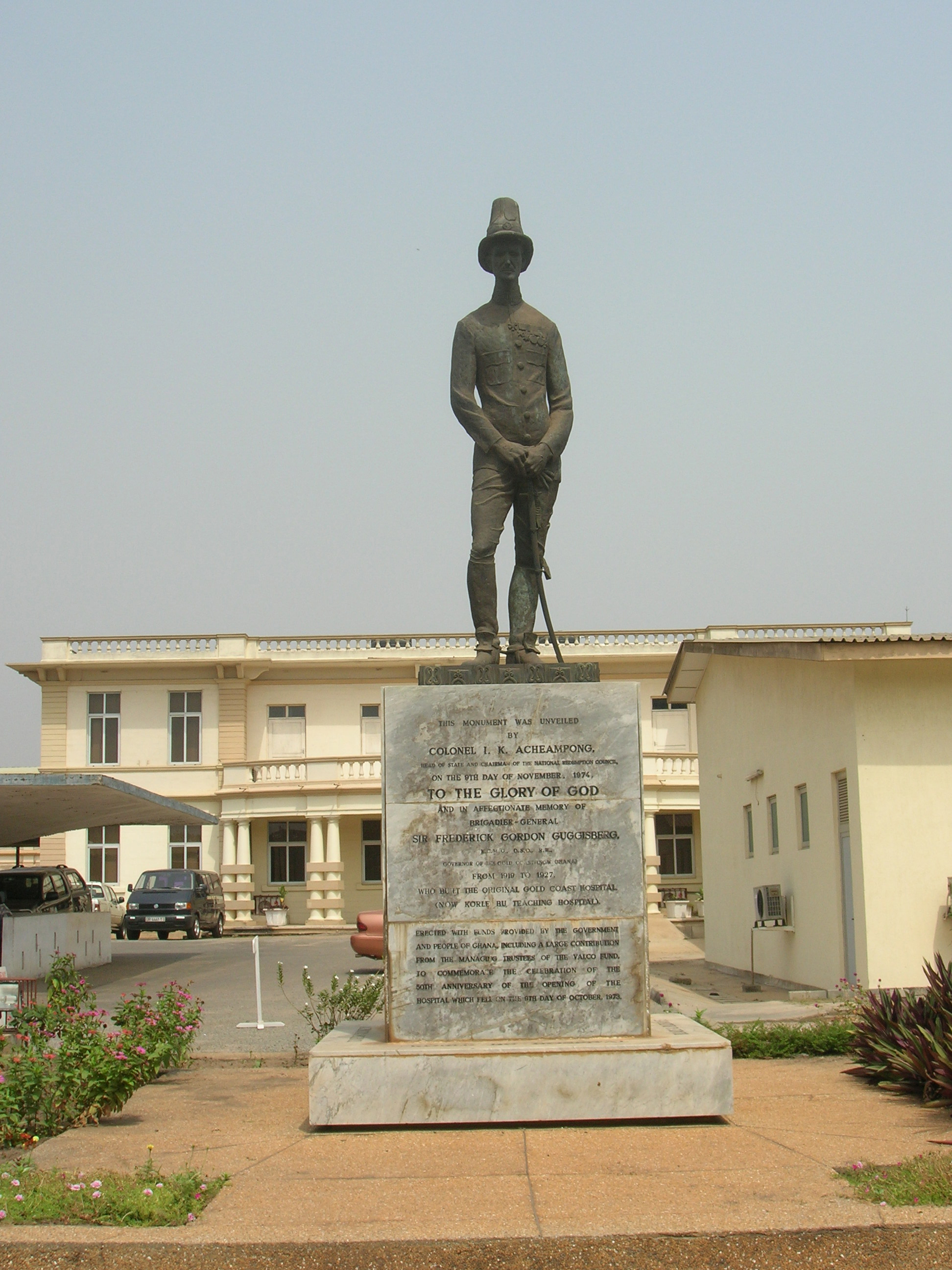
Statue du Gouverneur Guggisberg à l'Hôpital Korle-Bu, à Accra, inaugurée en 1974 à l'occasion du 50e anniversaire de la fondation de l'hôpital.

Guggisberg est né à Galt dans la ville de Cambridge, en Ontario, au Canada, d'une famille originaire de Suisse. Il arrive en Angleterre en 1879, Guggisberg a fait ses études à la Burney's School de Portsmouth et à l'Académie royale militaire de Woolwich. Il est nommé sous-lieutenant des Royal Engineers en 1889 et promu lieutenant en 1892. Il a servi à Singapour de 1893 à 1896. Il devient instructeur de fortification à Woolwich en janvier 1897, où il se distingue en réformant les méthodes et le programme d'enseignement. Il a été promu capitaine en 1900, l'année où il a publié The Shop: The Story of the Royal Military Academy. En 1903, il publie Modern Warfare sous le pseudonyme Ubique,,,.

## Carrière
Il est notamment gouverneur  de la colonie britannique de la Côte-de-l'Or de 1919 à 1927, puis de la Guyane britannique de 1928 à 1930.I
Il est le cofondateur du Achimota College, avec James Emman Kwegyir Aggrey et Alec Garden Fraser.

## Distinctions
- Ordre de Saint-Michel et Saint-Georges
- Ordre du Service distingué

## Publications
- Guggisberg, F. G., The Shop: The Story of the Royal Military Academy (1900)
- Guggisberg, F. G., Modern Warfare (1903)
- F. G. and Decima Guggisberg, We Two in West Africa, London, William Heinemann, 1909 (lire en ligne)
- Guggisberg, F. G., The Handbook of the Southern Nigeria Survey (1911)
- Guggisberg, F. G. and Fraser, A. G., The Future of the Negro (1929)